# Jianghua
Jianghua (en chino, 江华; pinyin, Jiāng·Huá (escuchar)ⓘ) es un condado autónomo bajo la administración directa de la Prefectura Yongzhou en la Provincia de Hunan, República Popular China.  Su área es de 3234 km² y su población total para 2020 superó los 440 mil  habitantes. 

## Administración
Desde abril de 2024, el  Condado Jianghua se divide en  pueblos que se administran en 9 poblados,  6 villas y 1 villa étnica. 

## Toponimia
El topónimo Jianghua [/chiáng-juá/] se compone de los sinogramas Jiang (río) y Hua (nombre propio) indicando su posición geográfica. 
En el año 621 durante la dinastía Tang, se estableció el Condado Jianghua al separarlo del condado de Fengcheng. Recibió el nombre de "Jianghua" porque su sede administrativa estaba ubicada "al sur del río (Jian) junto a la roca Yanghua.
Como las otras regiones autónomas, se caracteriza por estar asociada a un grupo étnico minoritario, en este caso, los yao. La región recibió la condición de "autónomo" cuando se estableció el Condado autónomo yao de Jianghua el 25 de noviembre de 1955.